# Evasi0n
evasi0n是iOS的越獄工具，針對版本6.0~6.1.2或7.0~7.0.5(evasi0n7)進行完美越獄。